# Agustín Albarracín Teulón
Agustín Albarracín Teulón (Cartagena, 1922-Madrid, 2001) fue un médico e historiador de la medicina español.

## Biografía
Nacido el 3 de octubre de 1922 en la ciudad murciana de Cartagena, estudió en la Universidad de Madrid, en la que se doctoró y más adelante fue profesor. Fue autor de obras como La medicina en el teatro de Lope de Vega (1954); Siempre queda esperanza: la obra de Joaquín Sanz Gadea en el Congo (1967), sobre Joaquín Sanz Gadea; Homero y la medicina (1970); Santiago Ramón y Cajal o la pasión  España (1978), una biografía de Santiago Ramón y Cajal; Pedro Laín, historia de una utopía (1994), una biografía de Pedro Laín Entralgo; o La hidra de las siete cabezas (1998), sobre la reumatología en España; entre otras muchas. Falleció en  Madrid el 26 de octubre de 2001.